# K.O. (film)
|  | Denne artikel er oprettet af botten Steenthbot ud fra en ekstern database. Den kan derfor have sproglige fejl eller mangler. Denne skabelon kan fjernes efter kontrol af indholdet. |

K.O. er en dansk filmskolefilm fra 2011 instrueret af Kasper Buur.

## Handling
Kenneth arbejder i en bank der bliver røvet hvorefter han gennemgår en personlig krise.